# インセンティブ (自動車)
インセンティブとは、自動車メーカーが自動車ディーラーに対して支払う販売奨励金またはディーラーに対して便宜を図る販売奨励策のこと。特に2001年以降は、アメリカ合衆国の市場に参画するメーカーの業績を左右するようになったことから、自動車の販売戦略を語る上で不可欠な用語として定着した。

## アメリカにおけるインセンティブ

### 概要
自動車生産の草創期から、大なり小なり世界各国の自動車メーカーと自動車ディーラーの間で見られるインセンティブであるが、2000年代のアメリカ合衆国では特にやりとりが活発になった。それまでのインセンティブは不人気車やモデルチェンジ直前（モデルライフ最末期）の自動車が中心であったが、人気車や高級車など、付加価値の高いモデルを含むほぼ全ての車種に対象が拡大されたことが特徴である。

### インセンティブ競争の激化
2001年9月11日に発生したアメリカ同時多発テロ事件により、アメリカ国内の新車販売は一時的に低迷。生産を減らすことができなかったビッグスリーの各社は、抱えた在庫を処分するためにインセンティブの大盤振る舞いを行った。この時期のインセンティブは次のようなものである。
- 自動車ディーラーへのリベート
- 低金利（無金利を含む）自動車ローンの斡旋
- 購入者へのキャッシュバック
- 保証期間、保証走行距離の延長、無償修理
- レンタカー会社などの大口契約者への大幅値引き
- 社員を対象とする優遇販売枠を縁故者へと拡大

やがてインセンティブの多寡は、消費者が自動車の購入する有力な動機付けの一つにもなり、各社の販売台数を左右する要因の一つとなった。当初は傍観していたビッグスリー以外の各社も追随を余儀なくされ、当時アメリカ国内で絶大な人気を誇っていたトヨタ・カムリですら、低金利ローンの対象車種となった。

### インセンティブの増加と業績の悪化
アメリカ国内で、1台あたりに投じられたインセンティブの額は、2002年に平均2,000ドル台だったものが、2003年には平均3,000ドル台へ高騰。中でも売り上げが低迷したゼネラル・モータースは、販売促進のため4,000ドルを超えるインセンティブを投入した。やがてインセンティブ戦略は中古車市場の暴落を招き、新車の実売価格の更なる下落、インセンティブの要求強化などの悪循環を引き起こした。
こうした自転車操業的な経営体質は、ビッグスリーの財務状況を直撃、業績の悪化の要因の一つとなった。2005年には、格付け会社は、ゼネラル・モータースとフォードの格付けを投資不適格のカテゴリーに落とすほどの状況となった。特に、ゼネラルモータースの業績不振は深刻で、アメリカ国内はもとより世界トップシェアの販売台数を誇るにもかかわらず、2007年まで3年連続の赤字（2007年度には3兆円を超える額）を計上する結果となった。2006年、業績が悪化したゼネラルモータースは、ついにインセンティブ戦略の縮小を行い、競争に一つの区切りがつけられた。

### インセンティブの不顕在化
2007年現在、最も高額なインセンティブを供与しているメーカーはクライスラーであり、1台あたり平均3,500ドル程度、現地に生産拠点を持つ日本メーカーのトヨタ自動車、本田技研工業が1台あたり平均1,000ドル強と伝えられる。しかし、これは希望小売価格から単純計算で割り出した額である。インセンティブ競争が激化して以降にモデルチェンジした自動車は、多かれ少なかれインセンティブの支出を見込んだ価格設定がなされており、今や単純計算で販売戦略は推し量ることが難しい状況になりつつある。

### トヨタ自動車の大規模リコール (2009年-2010年)問題に見るインセンティブ
2010年1月、トヨタ自動車の大規模リコール (2009年-2010年)が顕在化。これを受け、ゼネラルモータースは、トヨタ車から自社製品へ乗り換えを行う消費者に対して1,000ドルの直接的なインセンティブを与えるキャンペーンを始めた。これを受け、フォードやクライスラー、韓国のヒュンダイまでもが追随したインセンティブキャンペーンを開始。フォードに至っては、対象をホンダ車にも拡大したことから、ホンダ側も対抗措置としてインセンティブを1台1,400ドル程度に引き上げる方針を表明。2009年までの流れとは一転してインセンティブを用いた販売競争が激化した。

### 日産自動車のケース
2010年代、日産自動車はカルロス・ゴーン会長の下で、アメリカ国内の市場シェアを10%に引き上げる計画を立てた。2011年度の108万台から2016年度の158万台まで販売台数を伸ばしたが、新車投入などで商品価値を高めることをせず、薄利多売で数だけを求める販売戦略は早々に限界に達した。結果的に販売店に支払うインセンティブを積み増しは避けられず、日産車の1台あたりのインセンティブ額は、2018年に平均4574ドルであったものが、2019年には平均4659ドルに上昇した。その後、2023年頃には2000ドル前後まで低下したが、この年にはモデルチェンジの遅れから在庫車が積み上がり、これを解消するためにインセンティブを積み増したため、2024年には再び4000ドル台に達した。決算発表の場でインセンティブ上昇について問われた内田誠社長は「われわれのインセンティブは業界平均レベル。販売の質の向上を維持するという観点から、ほとんどは値引きではなくお客様のローンの支援に当てている」と答えている。

## 日本におけるインセンティブ

### 概要
アメリカほどではないものの、日本の自動車メーカーでも決算期を直前を中心に、大幅値引きやオプションサービスを行う原資として、インセンティブ戦略が採られることがある。
かつては売れ行き不振にあえいでいたマツダが徹底したインセンティブ戦略を行い、「マツダ地獄」（マツダの新車の実売価格が安すぎて下取り価格が下落。結果的にマツダ販売店に下取りをお願いしてマツダ車を乗り続けることとなる）と揶揄されたこともある。1990年代後半以降は、新車投入前の徹底的な市場調査や混流生産などのフレキシブルな生産調整が行われるようになり在庫を抱えるリスクは低減、かつてのような大規模なインセンティブ戦略は影を潜めた。
現在では、大幅値引きやオプションサービスを削減の為に、ワンプライス価格として実売価格を明示して値引きを
殆どしない方向でインセンティブを抑制する動きも出ている。

### インセンティブ排除の動き
2000年代には、プレミアム感を前面に押し出したトヨタのレクサスブランドが日本逆上陸。値引きなどのインセンティブを前提としない販売戦略は、メーカーにとって収益率を押し上げる魅力溢れるものであり、日産にインフィニティを、ホンダにアキュラの国内展開を検討させる原動力となっている。